# Nathalie Manfrino
Nathalie Manfrino est une soprano lyrique française d'origine italienne, spécialiste des répertoires français et italien. Elle est née en 1977.

## Parcours
Nathalie Manfrino a notamment interprété le rôle de Roxane dans l'opéra Cyrano de Bergerac de Franco Alfano. Par ses enregistrements, elle s'est également spécialisée dans le répertoire lyrique de l'opéra français, dont des œuvres oubliées comme le Rodrigue et Chimène de Debussy, Le Roi Arthus d'Ernest Chausson, La Vierge, Marie-Magdeleine, Grisélidis, Sapho et Cléopâtre de Jules Massenet. Sur scène, La Chartreuse de Parme de Sauguet, Mârouf, savetier du Caire de Henri Rabaud, Le Roi d'Ys d'Édouard Lalo, Louise de Mézières de Jules Massenet…
Elle a signé un contrat d’exclusivité avec Universal Music et enregistre sous le label Decca Records. French heroines est son premier disque solo. Son deuxième disque solo chez Decca, Méditations est consacré à Jules Massenet. 

### Prix et distinctions
- 2000 : 1er Grand Prix Femme au Concours international de chant de Toulouse
- 2006 : Élue « Révélation de l’année, artistes Lyriques » aux Victoires de la musique classique
- Pour sa discographie, elle reçoit un Orphée d'Or et le prix Sir Georg Solti
- 2011 : Nommée chevalier de l'ordre des Arts et des Lettres

## Enregistrements
- Cyrano de Bergerac, Alagna. 2CD DG et DVD DG
- Héroïnes françaises: Gounod (Roméo et Juliette, Faust), Massenet (Thaïs, Hérodiade, Manon), Delibes (Lakmé), Bizet (Vasco de Gama), Debussy (L'enfant prodigue, Rodrigue et Chimène), Lalo (Le Roi d'Ys), Chausson (Le Roi Arthus), accompagnée par l'Orchestre philharmonique de Monte-Carlo (direction Emmanuel Villaume), Decca 2007
- Arias de Massenet : La Vierge (1880), Marie-Magdeleine (1873), Sapho (1897), Grisélidis (1901), Esclarmonde (1889), Ariane (1906), Cléopâtre, accompagnée par l'Orchestre philharmonique de Monte Carlo (direction Michel Plasson), Decca 2012